# Municipio de Taylor (condado de Centre)
El municipio de Taylor (en inglés: Taylor Township) es un municipio ubicado en el condado de Centre en el estado estadounidense de Pensilvania. En el año 2000 tenía una población de 741 habitantes y una densidad poblacional de 9.4 personas por km².

## Geografía
El municipio de Taylor se encuentra ubicado en las coordenadas 40°47′N 78°07′O / 40.79, -78.12.

## Demografía
Según la Oficina del Censo en 2000 los ingresos medios por hogar en la localidad eran de $40,192 y los ingresos medios por familia eran de $43,977. Los hombres tenían unos ingresos medios de $32,857 frente a los $25,313 para las mujeres. La renta per cápita de la localidad era de $17,994. Alrededor del 11,8% de la población estaba por debajo del umbral de pobreza.